# Ruch Chorzów (piłka ręczna)
Klub Piłki Ręcznej Ruch Chorzów – polski żeński klub piłki ręcznej, powstały w 1951 jako sekcja Ruchu Chorzów. Dziewięciokrotny mistrz Polski i pięciokrotny zdobywca Pucharu Polski. Uczestnik Pucharu Europy, półfinalista tych rozgrywek w sezonie 1977/1978. Występuje w Superlidze.

## Historia
Sekcja piłki ręcznej kobiet powstała w Ruchu Chorzów w 1951. W latach 1960–1982 chorzowska drużyna zdobyła 16 medali mistrzostw Polski, w tym dziewięć złotych (1962, 1963, 1964, 1973, 1974, 1975, 1977, 1978, 1980). Pomiędzy 1959 a 1984 Ruch wywalczył również pięć Pucharów Polski (1959, 1960, 1962, 1979, 1984).
Jako mistrz kraju, Ruch Chorzów był reprezentantem Polski w Pucharze Europy. Chorzowski zespół zadebiutował w tych rozgrywkach w sezonie 1962/1963, grał w nich również w sezonach 1963/1964, 1964/1965 i 1973/1974, jednak odpadał z rywalizacji w pierwszej rundzie. W sezonie 1974/1975 Ruch po raz pierwszy dotarł do ćwierćfinału – w 1/8 finału, która odbyła się w listopadzie 1974, pokonał hiszpańską Medinę Walencja (27:13; 21:13), natomiast w 1/4 finału, którą rozegrano w styczniu 1975, przegrał z radzieckim Spartakiem Kijów (12:15; 10:14). W sezonie 1977/1978 chorzowskie szczypiornistki pokonały w 1/8 finału Pucharu Europy szwedzki Polisens Sztokholm (16:13; 17:15), w ćwierćfinale wygrały z holenderskim Idem Hellas Den Haag (23:17; 26:14), natomiast w półfinale, który odbył się 27 marca i 1 kwietnia 1978, przegrały z węgierskim Vasas SC (14:23; 12:16). Dotarcie do 1/2 finału Pucharu Europy w sezonie 1977/1978 było największym osiągnięciem Ruchu Chorzów na arenie międzynarodowej. W Pucharze Europy chorzowski klub występował jeszcze w sezonach 1978/1979, 1980/1981 (w obu dotarł do ćwierćfinału, w którym dwukrotnie przegrał w rywalizacji ze Spartakiem Kijów) oraz 1988/1989.
W 2001 Ruch Chorzów połączył się z AKS-em Chorzów, w wyniku czego powstało Towarzystwo Piłki Ręcznej Chorzów (TPR Chorzów). W sezonie 2002/2003 spadło ono z Ekstraklasy. Problemy finansowe spowodowały, że chorzowski klub nie przystąpił również do rozgrywek I ligi, lecz rozpoczął grę w II lidze. W 2004 awansował do I ligi, w której grał przez kolejne dwa lata. W sezonie 2005/2006 Ruch wygrał 15 meczów, cztery zremisował, a trzy przegrał i z przewagą jednego punktu nad Łączpolem Gdynia zajął 1. miejsce w I lidze, wywalczając awans do Ekstraklasy.
W najwyższej polskiej klasie rozgrywkowej, noszącej od 2010 nazwę Superliga, Ruch występował w latach 2006–2016. W okresie tym plasował się głównie w dolnej części tabeli, walcząc o utrzymanie w lidze. Do fazy play-off awansował w sezonach 2009/2010 (8. miejsce), 2010/2011 (6. miejsce), 2011/2012 (6. miejsce) i 2014/2015 (8. miejsce). W sezonie 2015/2016 zajął w rundzie zasadniczej 10. miejsce, jednak w meczach o miejsca 9–12 przegrał wszystkie sześć spotkań i spadł na ostatnią pozycją, co skutkowało degradacją do I ligi. W sezonie 2016/2017 Ruch zajął w I lidze 2. miejsce (16 zwycięstw, dwa remisy i dwie porażki; dwa punkty straty do zwycięzcy rozgrywek Korony Handball) i w maju 2017 przystąpił do barażu o awans do Superligi, w którym pokonał KPR Jelenią Górę (28:24; 23:26), wywalczając promocję do najwyższej klasy rozgrywkowej.

## Sukcesy
- Mistrzostwa Polski:
  - 1. miejsce: 1962, 1963, 1964, 1973, 1974, 1975, 1977, 1978, 1980
  - 2. miejsce: 1961, 1966, 1976, 1979
  - 3. miejsce: 1960, 1965, 1982[1]
- Puchar Polski:
  - Zwycięstwo: 1959, 1960, 1962, 1979, 1984[1]
- Puchar Europy:
  - 1/2 finału: 1978[2]